# Grauer Erlen-Rindenspanner
Der Graue Erlen-Rindenspanner (Aethalura punctulata), auch Weißgrauer Erlen-Baumspanner  oder Erlenspanner genannt, ist ein Schmetterling (Nachtfalter) aus der Familie der Spanner (Geometridae).

## Merkmale
Die Falter des Grauer Erlen-Rindenspanner haben eine Flügelspannweite von 24 bis 29 Millimeter (30–35 Millimeter). Die Oberseiten der Flügel sind in der Grundfarbe aschgrau bis hellbräunlichgrau. Es kommen auch verdunkelte und aufgehellte Exemplare vor. Die Zeichnung ist ebenfalls variabel. Die häufig sichtbaren drei Querlinien sind schwarz und werden in der Regel zum Vorderrand hin kräftiger. Entsprechend der Variabilität von Grundfarbe und Zeichnung wurden eine ganze Reihe von formae beschrieben.
- f. trilineata Bruckova, 1945: mit drei deutlichen Querlinien
- f. marginata Lempke, 1953: Saumfeld auf Vorder- und Hinterflügel verdunkelt
- f. albescens Prout, 1915: Grundfarbe der Flügel fast einheitlich weißlich
- f. intermedia Lempke, 1953: Flügel dunkelgrau, Zeichnung deutlich
- f. cinerea Leraut, 2002: Flügel aschgrau, Zeichnung deutlich
- f. obscuraria Paux, 1901: Flügel einheitlich schwarzgrau
- f. costijuncta Lempke, 1970: Am Vorderrand des Vorderflügels ist ein breites schwarzes Band entwickelt
- f. anastomosaria Lempke, 1970: Erste und zweite Querlinie auf dem Vorderflügel sind vollständig

Es ist ein leichter Sexualdimorphismus zu beobachten. Die Weibchen besitzen etwas gerundetere Flügel.
Das grün bis orangerot gefärbte Ei ist am oberen Ende abgeflacht. Die Oberfläche ist mit 30 bis 24 längs verlaufenden Zickzack-Linien und 30 bis 32 quer verlaufenden Linien bedeckt. Die sechs- bis siebenblättrige Mikropyle sitzt in einer tiefen Mulde.
Die Raupe ist bräunlich, grünlich, grünlichgrau oder violettbraun gefärbt. Die Längslinien und die Einschnitte der Segmente sind meist gelblich oder weißlich, oft fleckenartig vergrößert. Die Längslinien sind häufig unterbrochen oder zu länglichen Punkten aufgelöst.
Die Puppe ist rotbraun bis dunkelrotbraun und gedrungen. Der
Kremaster ist stumpf-kegelförmig.

## Geographisches Vorkommen und Lebensraum
Die Art kommt in fast ganz Europa mit Ausnahme von Mittel- und Nordskandinavien, Nordschottland und den Mittelmeerinseln vor. Im Osten reicht das Verbreitungsgebiet bis Westsibirien und ins Kaukasusgebiet.
Die Art bevorzugt aufgelockerte Erlen-Eschen-Auenwälder auf feuchten bis nassen Standorten. Sie ist in Mitteleuropa zwar nur lokal verbreitet, aber in den entsprechenden Biotopen meist häufig. Sie kommt von der Ebene bis in mittlere Bergregionen vor. In den Alpen steigt sie bis 1600 m über NN an.

## Lebensweise
Der Graue Erlen-Rindenspanner bildet bis zu zwei Generationen im Jahr, je nach Höhe und Standortklima, wobei die zweite Generation meist unvollständig ist. Die Falter fliegen von Ende März bis Ende Juni und die zweite, meist unvollständige Generation im Juli und August. Im Norden des Verbreitungsgebietes und an klimatisch ungünstigen Stellen wird generell nur eine Generation gebildet, deren Falter von Ende März bis Anfang Juli fliegen. Die Falter sind nachtaktiv und werden von künstlichen Lichtquellen angezogen. Tagsüber ruhen die Falter an Erlen- oder Birkenstämmen. Sie sitzen dabei quer zum Stamm und imitieren Flechten, die auf den Baumstämmen wachsen.
Nach Zuchten wird die Dauer des Eistadiums mit 16 Tagen angegeben, das Raupenstadium mit 20 bis 25 Tagen.
Die Raupen fressen an den Blättern von Birken (Betula) und Erlen (Alnus). Die Puppe überwintert in der Erde.

## Gefährdung
Der Graue Erlen-Rindenspanner ist in Deutschland nicht gefährdet.